# Геллер, Евгений Борисович

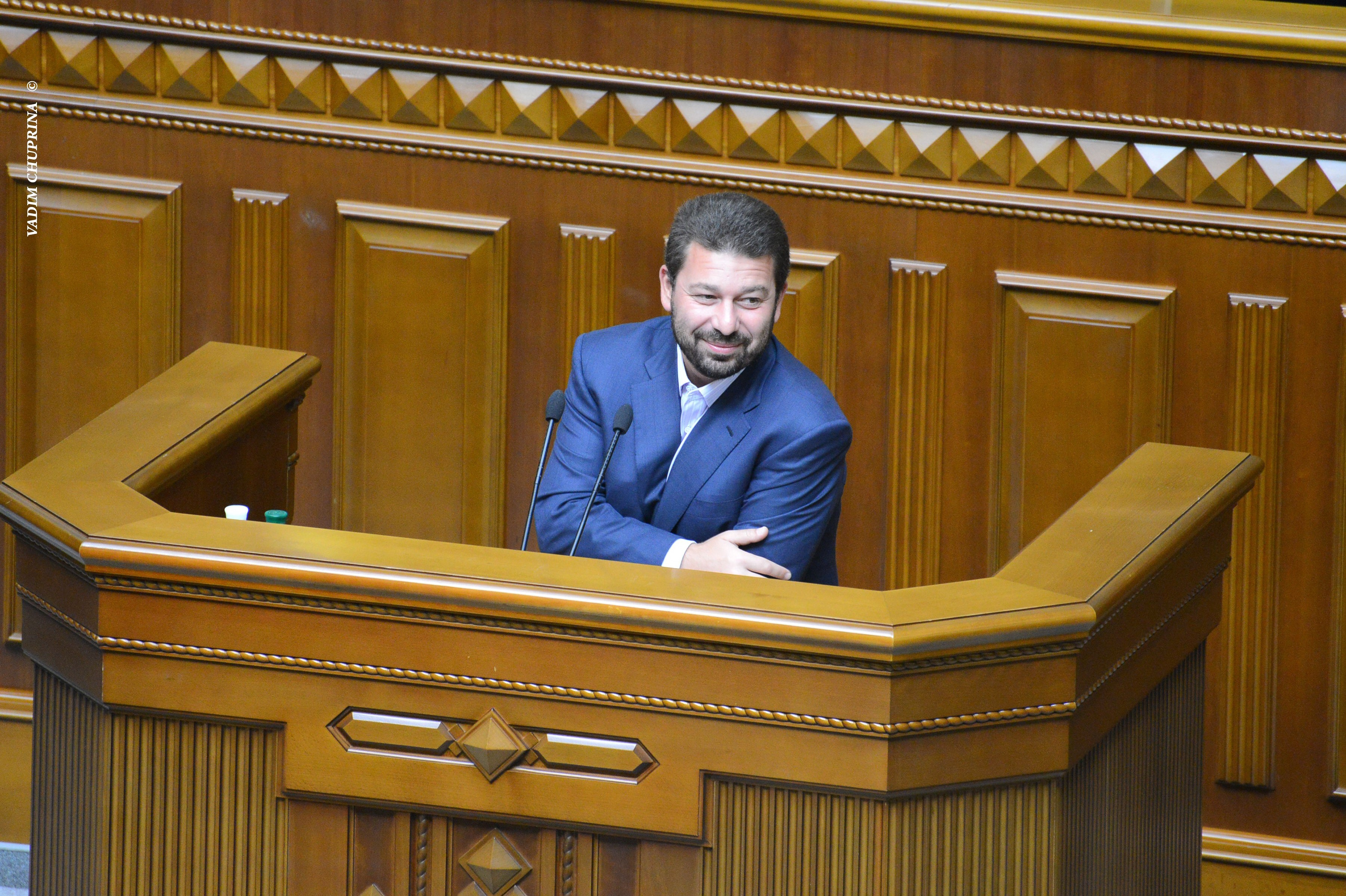
Геллер во время выступления в Верховной раде Украины в 2015 году

Евге́ний Бори́сович Ге́ллер (укр. Євгеній Борисович Гєллєр; род. 12 мая 1974, Донецк) — украинский бизнесмен и политик, народный депутат Верховной Рады Украины V—VIII созывов. С 2009 года — президент футбольного клуба «Заря» (Луганск). По данным украинской газеты «Экономическая правда» считался «контролёром партийной кассы» Партии регионов.

## Биография
Родился 12 мая 1974 года в Донецке. В 1996 году окончил Донецкий государственный технический университет по специальности инженер-экономист, «Экономика и управление в машиностроении». Окончив университет стал заниматься бизнесом связанным с цветной металлургией и машиностроением. Владелец концерна по обработке цветных металлов «Укрсплав». Занявшись политикой, отошёл от бизнеса, поручив его своему бизнес-партнёру Спартаку Кокотюхе. По собственным словам, входил в «политическую группу» депутата от Партии регионов Юрия Николаевича Воропаева, известного как «юрист Ахметова».
- 1995—1996 — заместитель директора производственного предприятия «Виктория».
- 1996—1997 — начальник отдела менеджмента ЗАО «Укрметаллпродукт».
- 1997—2004 — коммерческий директор ЗАО «Укрсплав».
- 2002—2006 — депутат Донецкого областного совета, глава постоянной комиссии по вопросам молодёжной политики, физической культуры и спорта.
- 2004—2006 — президент футзального клуба «Шахтёр».
- 2006—2007 — народный депутат Украины V созыва от Партии регионов (№ 79 в избирательном списке). Член комитета Верховной Рады по вопросам аграрной политики и земельных отношений и Специальной контрольной комиссии по вопросам приватизации.
- 2007—2012 — народный депутат Украины VI созыва от Партии регионов (№ 77 в списке). Заместитель главы комитета по вопросам финансов, банковской деятельности, налоговой и таможенной политики и Специальной контрольной комиссии по вопросам приватизации.
- С 2009 года — президент футбольного клуба «Заря» (Луганск)[3][4].
- 2012—2014 — народный депутат Украины VII созыва от Партии регионов (№ 29 в списке). Глава комитета Верховной Рады по вопросам бюджета.

26 октября 2014 года избран народным депутатом Украины VIII созыва как самовыдвиженец по избирательному округу № 50 в Донецкой области, получив 27 674 голоса избирателей (39,54 %).
Член депутатской группы «Партия „Возрождение“». Член Комитета Верховной Рады Украины по вопросам бюджета.
Член Партии регионов в 2001—2014 годах. Возглавлял контрольный департамент в партии. По данным украинской газеты «Экономическая правда» считался «контролёром партийной кассы» Партии регионов. В декабре 2011 года стал одним из соучредителей неправительственной организации «Европейский центр современной Украины» (англ. European Centre for a Modern Ukraine), зарегистрированной в Брюсселе.
1 ноября 2018 года были введены российские санкции против 322 граждан Украины, включая Евгения Геллера.

### Парламентская деятельность
5 июня 2012 года голосовал за Закон Украины «Об основах государственной языковой политики», который гарантирует использование на Украине «региональных языков» и позволил ряду регионов придать официальный статус русскому языку.
16 января 2014 года голосовал за так называемые «Законы 16 января», или «Законы о диктатуре».

## Уголовное дело
1 ноября 2004 года Следственный отдел Службы безопасности Украины возбудил уголовное дело № 236 по факту контрабанды ЗАО «Укрсплав» алюминиевых изделий под видом «токоприёмников ТС-150 для шахтных электровозов». Несмотря на это Государственная налоговая администрация Украины возместила за счёт бюджета НДС, уплаченный ЗАО «Укрсплав» за экспорт «токоприёмников». Также было возбуждено уголовное дело в отношении заместителя Генерального прокурора Украины Виктора Пшонки по факту злоупотребления служебным положением в интересах ЗАО «Укрсплав».

## Награды и звания
- Заслуженный экономист Украины (август 2010)[11].
- орден «За заслуги» III ст. (27 июня 2013)[12]

## Личная жизнь
Жена — Татьяна Александровна Геллер (род. 5 марта 1973), экономист ЗАО «Укрсплав». Дочь Елизавета (2001 г.р.).
Хобби — футбол.